# Hirox

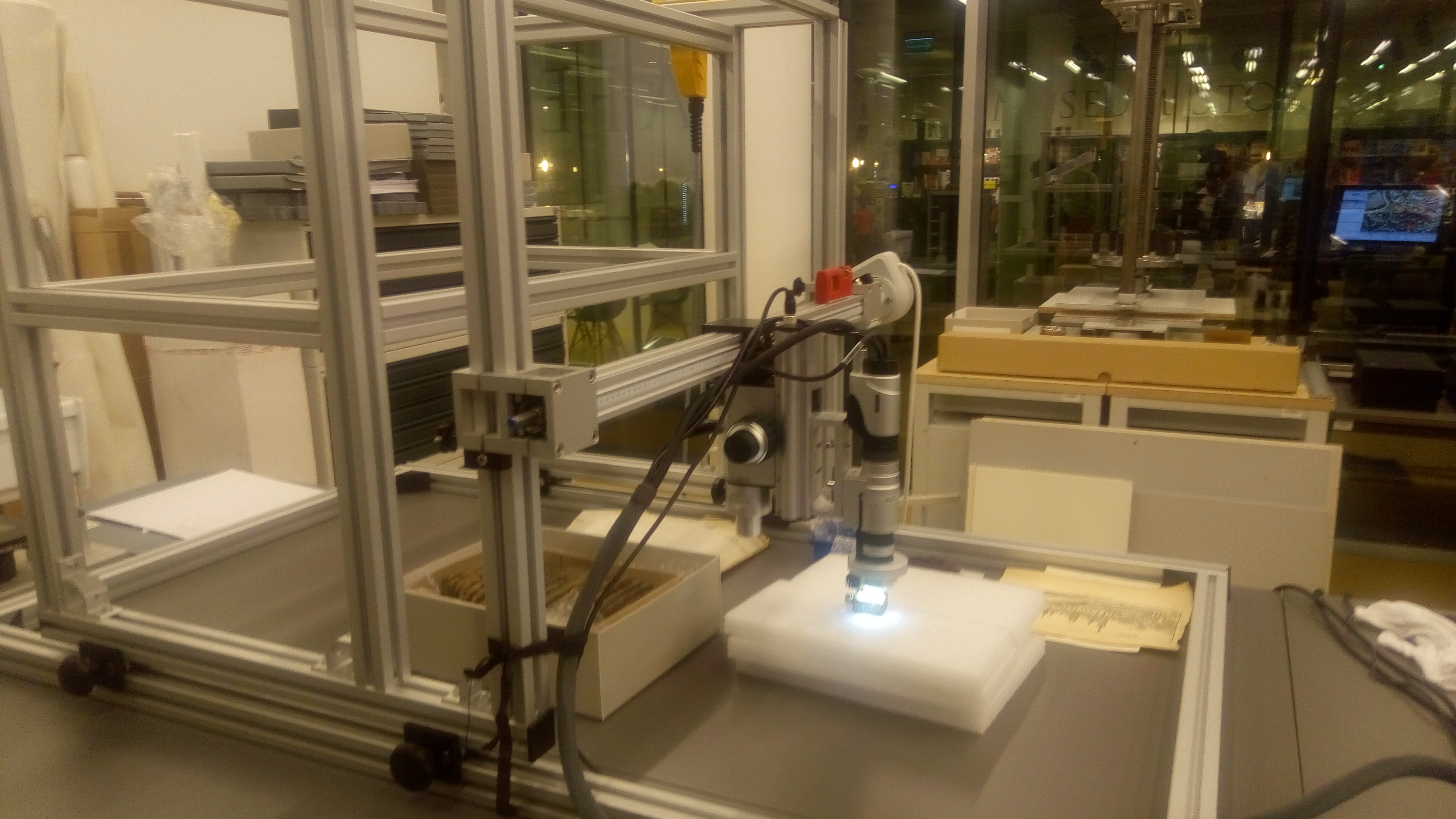
Hirox RH-2000.

Hirox Corporation est une société japonaise, spécialisée dans la production d'instruments d'optique et de systèmes d'inspection numérique.

## Société
La société Hirox Co., Ltd. a été créée en 1978 par M. Kajiro à Tokyo, au Japon. 

L'activité principale est la production OEM d'instruments d'optique de haute qualité. 
Le siège de la société est basé à Tokyo au Japon, avec différentes filiales dans le monde :  
- Lyon (France) pour l'Europe,
- New York pour les États-Unis,
- Shanghai pour la Chine,
- Kyunggi-Do pour la Corée et
- Hong Kong pour le reste de l'Asie.

## Innovations
Inventeur de la microscopie vidéo en 1986, Hirox a été la première société à développer un système d'inspection microscopique vidéo au moyen d'un objectif microscopique directement relié à une caméra permettant de visualiser les images sur un écran de télévision (ou moniteur d'ordinateur) et non sur une binoculaire.
Hirox est aussi connu pour l'invention d'une « tête rotative » ;  instrument permettant une inspection à 360 degrés d'un objet grâce à un jeu de miroirs. Hirox détient un brevet exclusif pour cet appareil.

## Produits
En 2006, Hirox a lancé sur le marché la 8e génération de système numérique, le KH-7700, qui permet de faire une inspection en temps réel et en haute définition avec nombre de logiciels intégrés.